# Retrat de Fra Alonso de sant Tomàs
Retrat de Fra Alonso de sant Tomàs és un oli sobre tela de 94 × 61 cm realitzat per Juan Bautista Maíno el 1648, el qual es troba al Museu Nacional d'Art de Catalunya (Barcelona) amb el número de catàleg 24370.

## Context històric i artístic
Alonso Enríquez de Guzmán y Orozco, marquès de Quintana, comte de Castronovo i bisbe de Màlaga, va néixer a Vélez-Málaga el juny de 1631. Figurà com a fill de la senyora Constanza de Ribera y de Orozco, dama d'honor de la reina Isabel de Borbó i de José de Porres Enríquez de Guzmán, tot i que era fill natural de Felip IV de Castella. El seu pare legítim es va casar amb la seua mare poc abans que ell naixés. En quedar orfe als tres anys, es va educar amb el seu oncle, Fra Antonio Enríquez, bisbe de Màlaga i virrei d'Aragó. El 1647, el seu pare biològic va voler legitimar-lo i apropar-lo a la cort però va rebutjar l'oferiment, i a partir d'aquell moment va lluitar per desmentir l'origen bastard d'estirp reial. El 1648, va ingressar al Real Convento de Santo Domingo de Guzmán a Màlaga, i hi va prendre el nom de fra Alonso de Santo Tomás. De regent prior del convent va passar a ser provincial d'Andalusia i, el 1664, bisbe de Màlaga, fins a la seua mort el 1692. Destacà com a teòleg, filòsof i literat, va dur a terme una àmplia tasca com a mecenes d'art i entre els artistes que va protegir hi ha Pedro de Mena i Alonso Cano.
El quadre va pertànyer al duc de Sesa, i al marquès de Cornellà, la vídua del qual (Maria Badeigts) el va donar al MNAC el 1935. Mayer el va donar a conèixer i el va associar a Zurbarán, encara que amb dubtes, una autoria que va acceptar Sánchez Cantón, el qual va identificar el retratat. Guinard i Temboury van apuntar fórmules d'Alonso Cano.

## Descripció
El retratat aparenta uns 18 anys, amb els cabells rossos i el llavi inferior bifi i prominent: la fisonomia del seu reial pare, especialment pel que fa al llavi bifi, el qual delata el segell dels Habsburg. S'hi observa un joc de clarobscur, una pinzellada precisa i una tonalitat daurada pròpies de l'estil de fra Juan Bautista Maíno: religiós dominic, retratista i pioner a Espanya dels postulats caravaggistes. Maíno havia estat professor de dibuix del futur Felip IV i pintor de la cort, fet que permet pensar que el monarca, al cap de poc de morir l'hereu Baltasar Carlos, encarregués al pintor company d'orde del model el retrat d'un fill a la paternitat del qual no renunciava. L'edat del personatge remet al 1648, any de la seua professió religiosa, un factor que ajustaria la cronologia d'execució poc abans de la mort de l'artista.

## Exposicions
- Barcelona (1902, 1910, 1935, 1996)
- Palma (1998-1999)
- Madrid (1960-1961)[1]